# گوزن قرمز اسپانیایی
گوزن قرمز اسپانیایی (نام علمی: Cervus elaphus hispanicus)، زیرگونه‌ای از گوزن قرمز بومی اسپانیا است. گوزن قرمز اسپانیایی یک زیرگونه چندجنسه است، به این معنی که نرها دو یا چند جفت دارند. در طول فصل جفت‌گیری، نرها ناحیه شکمی تیره‌ای را در شکم خود نشان می‌دهند. نرها معمولاً از مناطق جفت‌گیری در مکان مورد علاقه ماده‌ها دفاع می‌کنند.